# Megachile sejuncta
Megachile sejuncta är en biart som beskrevs av Cockerell 1927. Megachile sejuncta ingår i släktet tapetserarbin, och familjen buksamlarbin. Inga underarter finns listade i Catalogue of Life.